# Roodflankbergastrild
De roodflankbergastrild (Oreostruthus fuliginosus) is een zangvogel uit de familie Estrildidae (prachtvinken).

## Verspreiding en leefgebied
Deze soort is endemisch in Nieuw-Guinea en telt 3 ondersoorten:
- O. f. pallidus: het westelijke deel van Centraal-Nieuw-Guinea.
- O. f. hagenensis: het oostelijke deel van Centraal-Nieuw-Guinea.
- O. f. fuliginosus: zuidoostelijk Nieuw-Guinea.